# Birgitta Bergman (författare)
Birgitta Yvonne Bergman, född 23 juli 1938 i Älmhults församling, död 16 juni 2011 i Göteborgs Vasa församling, var en svensk författare av främst barn- och ungdomslitteratur.
Bergman avlade studentexamen i Stockholm och studerade vid Göteborgs universitet. Hon arbetade som försäljare 1959, var reseledare 1959–63 och producent vid Sveriges Radio från 1963. Hon var verksam som författare och skrev även radiopjäser. Flera av hennes böcker har översatts till danska och tyska.